# István Takács
István Takács (ur. 23 listopada 2000) – węgierski zapaśnik startujący w stylu klasycznym. Zajął piąte miejsce na mistrzostwach świata w 2021. Złoty medalista mistrzostw Europy w 2023. Siódmy w indywidualnym Pucharze Świata w 2020 roku.
Mistrz świata U-23 w 2022 i trzeci w 2023. Mistrz Europy U-23 w 2022 i trzeci w 2021. Pierwszy na MŚ juniorów w 2019 i trzeci w 2018. Mistrz Europy juniorów w 2019. Wicemistrz świata kadetów i trzeci na ME w 2017 roku.